# Riva degli Schiavoni

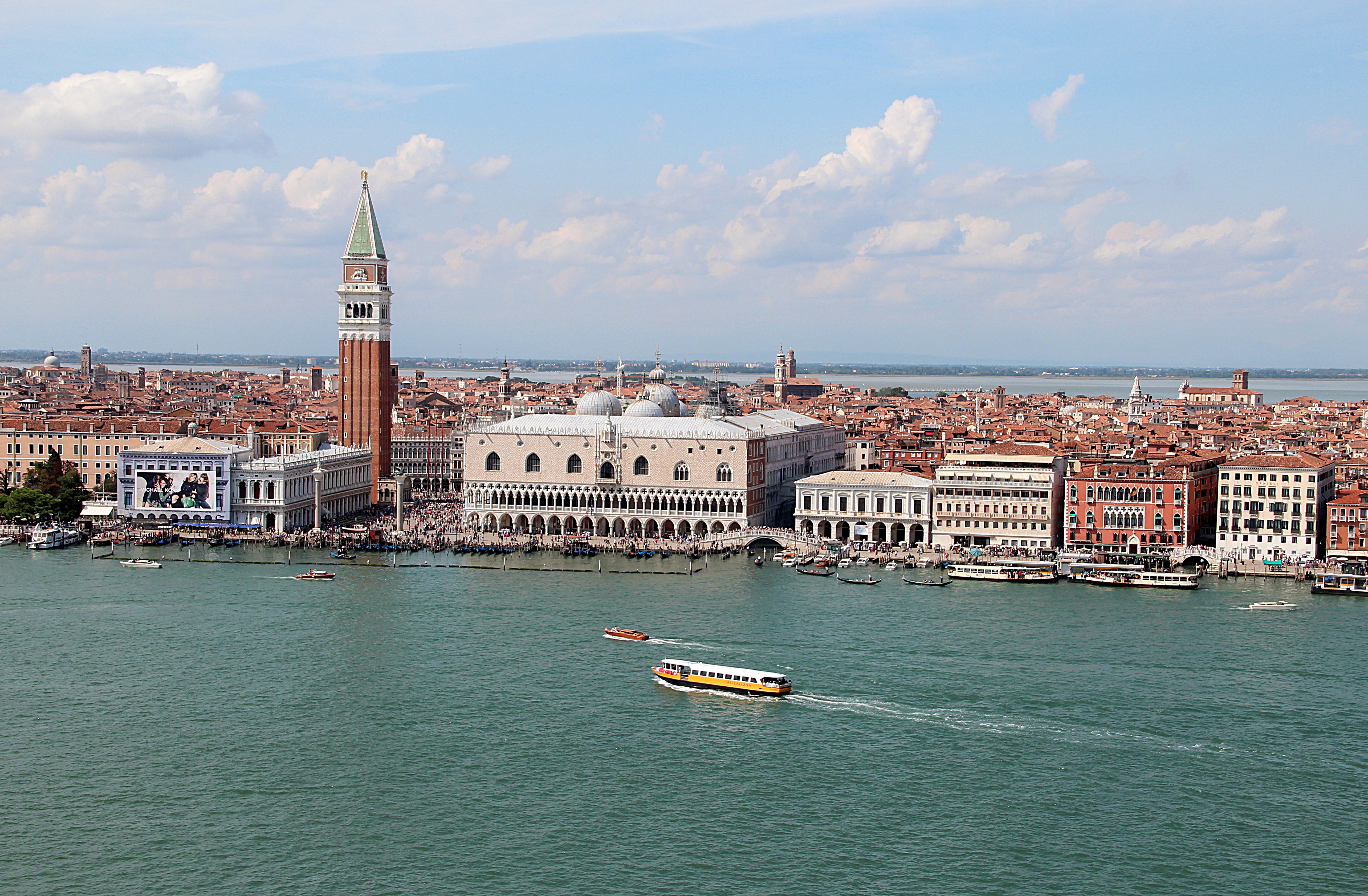
Panorama Riva degli Schiavoni

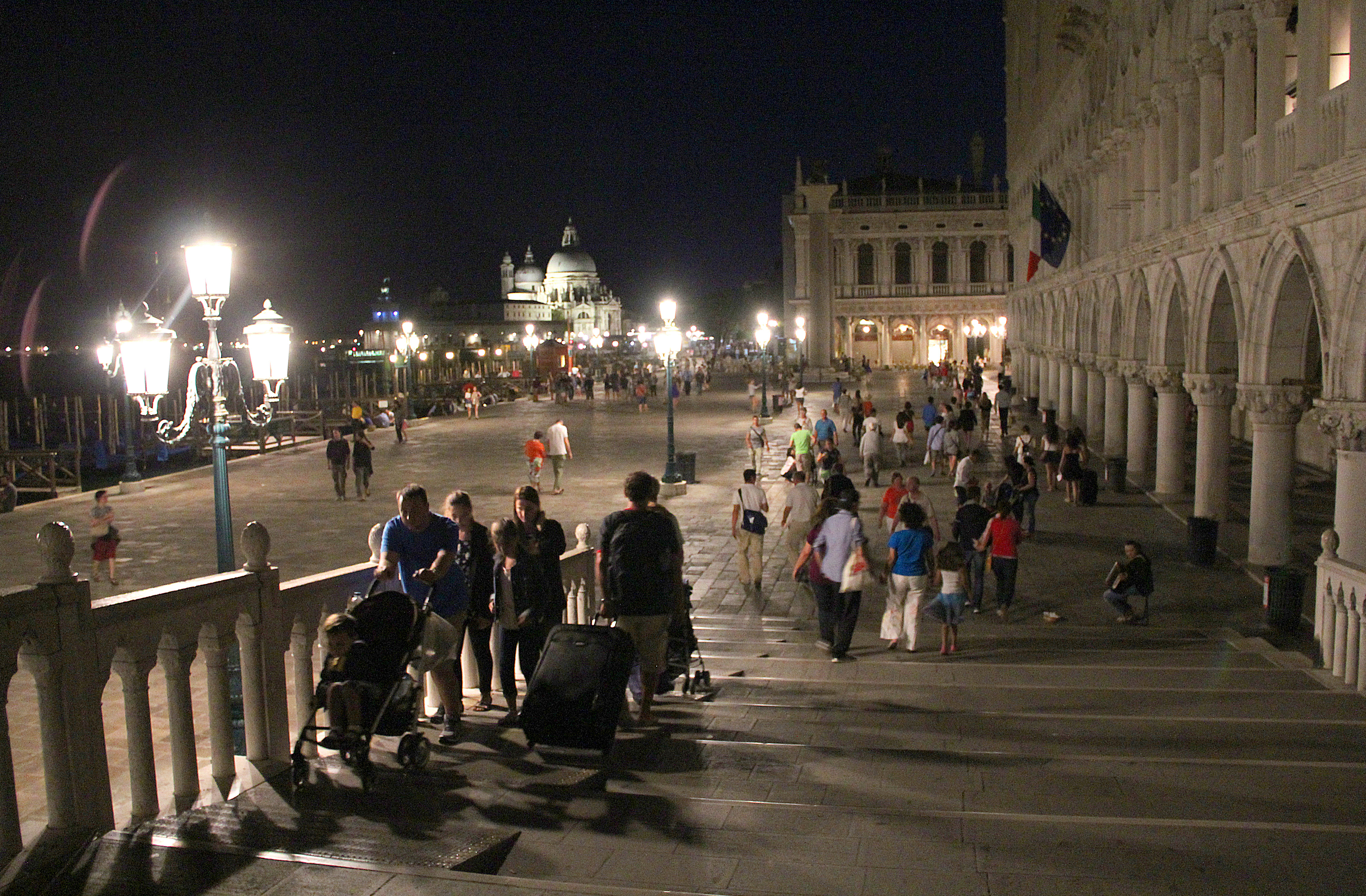
Riva degli Schiavoni i molo widziane w nocy

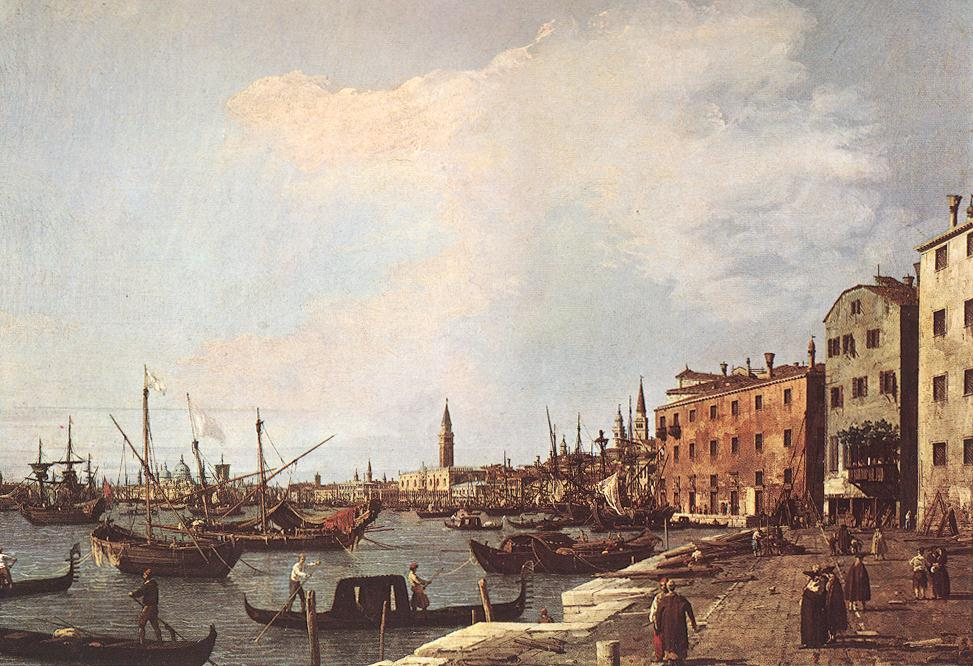
"Riva degli Schiavoni" Canaletto (1730)

Uroczystości Wniebowstąpienia Pańskiego przy Riva degli Schiavoni Canaletto (1730)

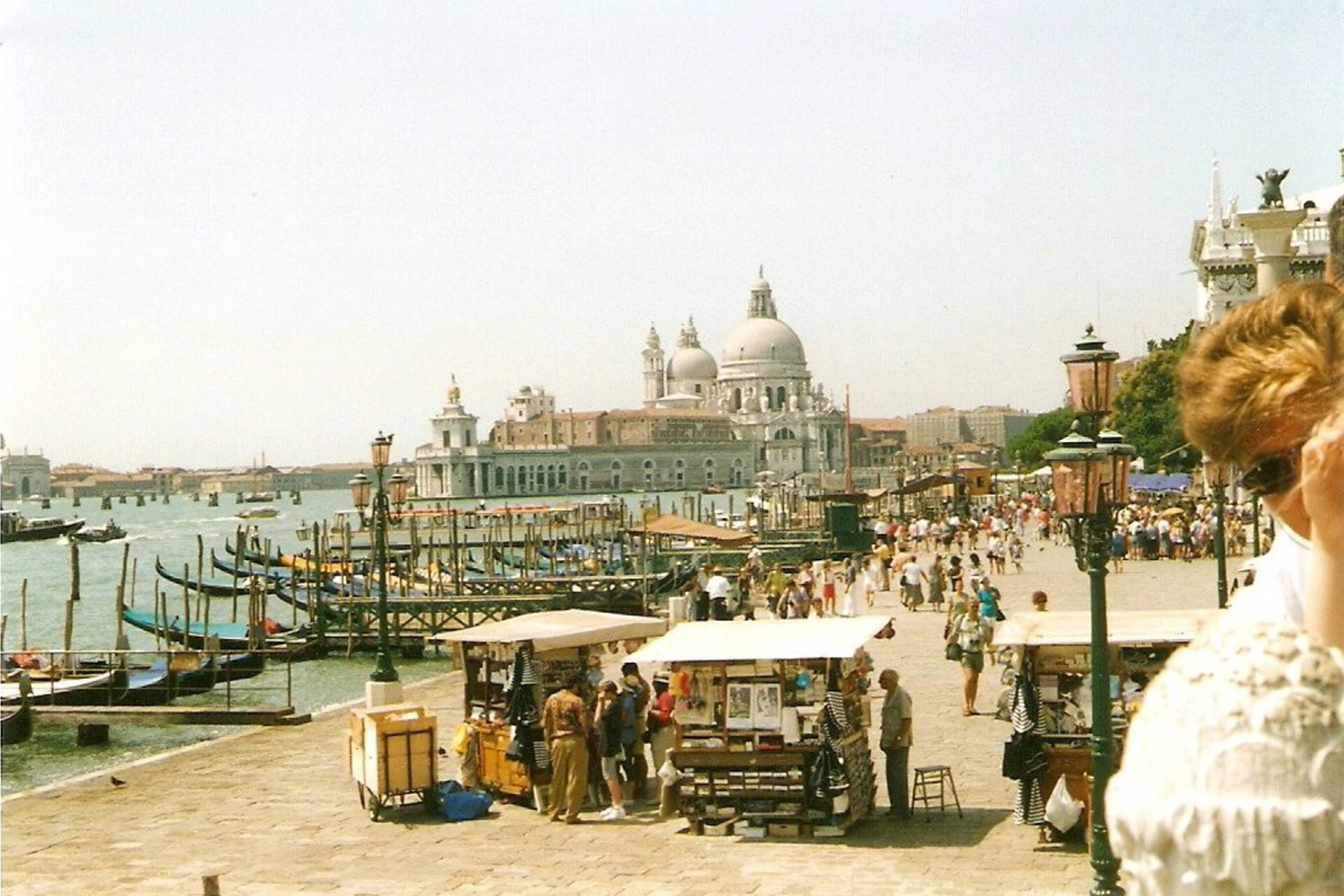
Współczesny widok na nabrzeże i lagunę wenecką

Riva degli Schiavoni (dosł. Nabrzeże Słowiańskie) – nabrzeże oraz ulica o tej samej nazwie przy Kanale św. Marka, znajdujące się w dzielnicy Wenecji Castello nad Laguną Wenecką.
Ulica ciągnie się od mostu Ponte della Paglia w pobliżu Pałacu Dożów do Rio di Ca' di Dio przy arsenale. Nabrzeże było integralną częścią głównego portu handlowego Wenecji oraz główną przystanią gondoli.
Swoją nazwę nabrzeże bierze od słowa Schiavoni, dalmatyńskich niewolników i kupców, którzy w czasach Republiki Weneckiej przybywali tu na swoich statkach oraz prowadzili stoiska handlowe. Nabrzeże na podstawie źródeł archeologicznych zostało wybudowane w IX wieku. Znaczące modernizacje miały tu miejsce w wieku XVI oraz w latach 1780–1782.
Istotne znaczenie tego miejsca podkreśla bezpośrednia bliskość z Placem Świętego Marka będącego jednocześnie centrum weneckiej władzy politycznej.
Przy nabrzeżu wzdłuż ulicy od pałacu dożów do arsenału znajdują się budynki o szczególnym znaczeniu historycznym i architektonicznym, pałace i kościoły oraz kilka mostków.
Według Jána Kollára słowo gondola (wen. gondoła) ma pochodzenie słowiańskie.